# Iglesia de Santa María (Sanlúcar la Mayor)
La iglesia de Santa María la Mayor de Sanlúcar la Mayor es un templo católico declarada Bien de Interés Cultural en 1931. Fue construida en el siglo XIII, en estilo gótico mudéjar. De los tres templos de esta localidad, es el único que actualmente se encuentra con culto.

## Historia
La iglesia data del siglo XIII, el inicio de su construcción se data entre 1214 y 1251, aunque no se conoce si se trata de una edificación de nueva plata o si se levantó sobre una antigua mezquita que existía en este emplazamiento. Durante los siglos XVI y XVII se produjeron añadidos a la primitiva edificación.
En 1623, Sanlúcar pasó a formar parte de la hacienda del conde-duque de Olivares, cuyos territorios se extendían desde Santiponce hasta Escacena y Huévar. En 1639, Felipe IV, tras las gestiones de la condesa Inés de Zúñiga, le otorgó el título de ciudad a esta población.
En 1623, el papa Urbano VIII concedió una “bula de erección”, pasando a depender las iglesias de Olivares directamente de Roma y convirtiéndose en filiales de Santa María la Mayor de Roma.
Así pues se le atribuye al conde-duque de Olivares la denominación de “la mayor” para Sanlúcar y el nombre completo para la iglesia de Santa María. Para la iglesia principal (recordemos que antes se llamaba San Lucas), por influencia de la basílica de Roma (Santa María la Mayor); y para el caso del nombre de Sanlúcar la Mayor, para hacer mayor distinción con la de Barrameda, la cual pertenecía a los dominios del duque de Medina Sidonia.
Se conoce de las intervenciones en 1771 de Ambrosio de Figueroa, motivada por los desperfectos ocasionados por el terremoto de Lisboa que se continuaron un año más tarde por otro importante arquitecto, Pedro de Silva.
Bien de interés cultural, la iglesia de Santa María de Sanlúcar la Mayor está catalogada como monumento y así consta publicada oficialmente en La Gaceta de Madrid con fecha de 1931.

## Edificación

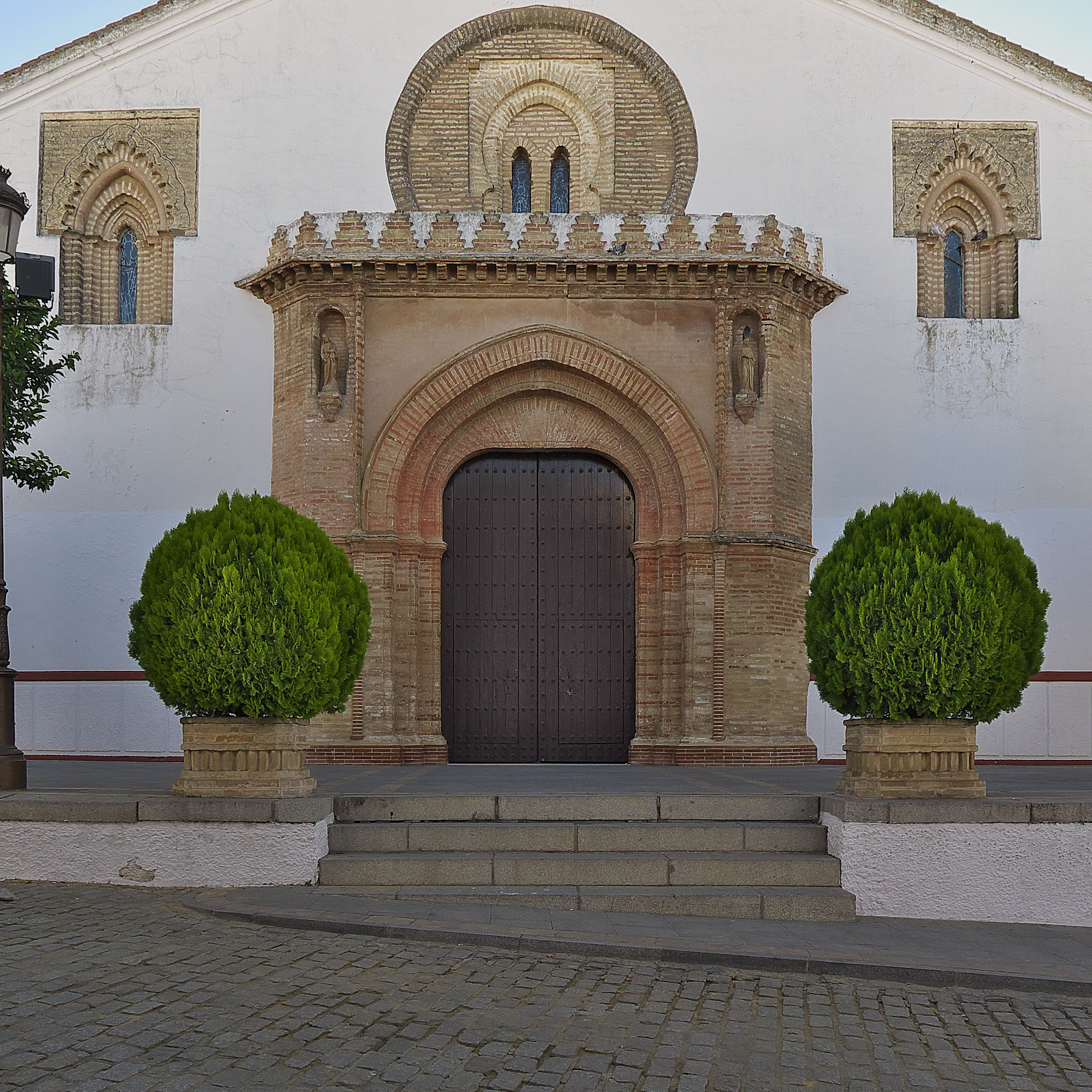
Portada principal de Santa María.

El templo, realizado en ladrillo consta de tres naves separadas por arcadas que originalmente eran arcos de herradura y que se transformaron parcialmente en apuntadas. Las cubiertas con techumbres de alfarje (techumbres mudéjares) descansan sobre pilares y cuatro columnas pareadas.
La cabecera es poligonal y la bóveda que la cubre es de crucería gótica, unida a la nave central mediante un arco toral apuntado.
La torre, situada en un ángulo, es ancha y sólida. Se encuentra constituida por dos cuerpos, el segundo de los cuales tiene nada menos que doce huecos para campanas, y una azotea rodeada de pináculos, rematando en chapitel. La torre fue modificada a finales del siglo XVIII, en 1772, por los daños provocados por el terremoto de Lisboa, añadiéndosele el cuerpo de campanas y el chapitel de forma piramidal.
Existen tres portadas de acceso al templo, la principal se encuentra situada a los pies de la nave central, las otras dos se encuentran en los laterales.

### Interior

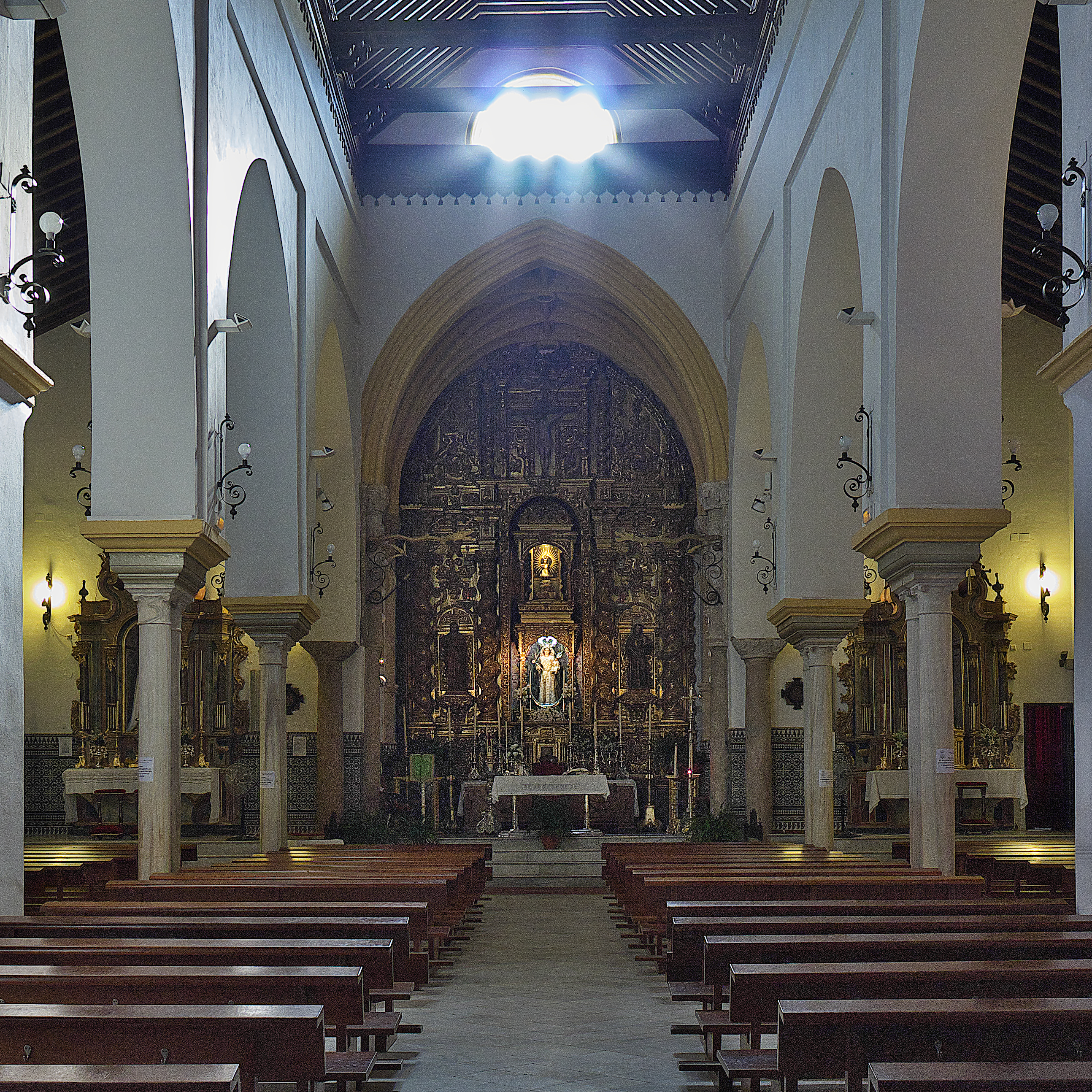
Interior de la iglesia de Santa María.

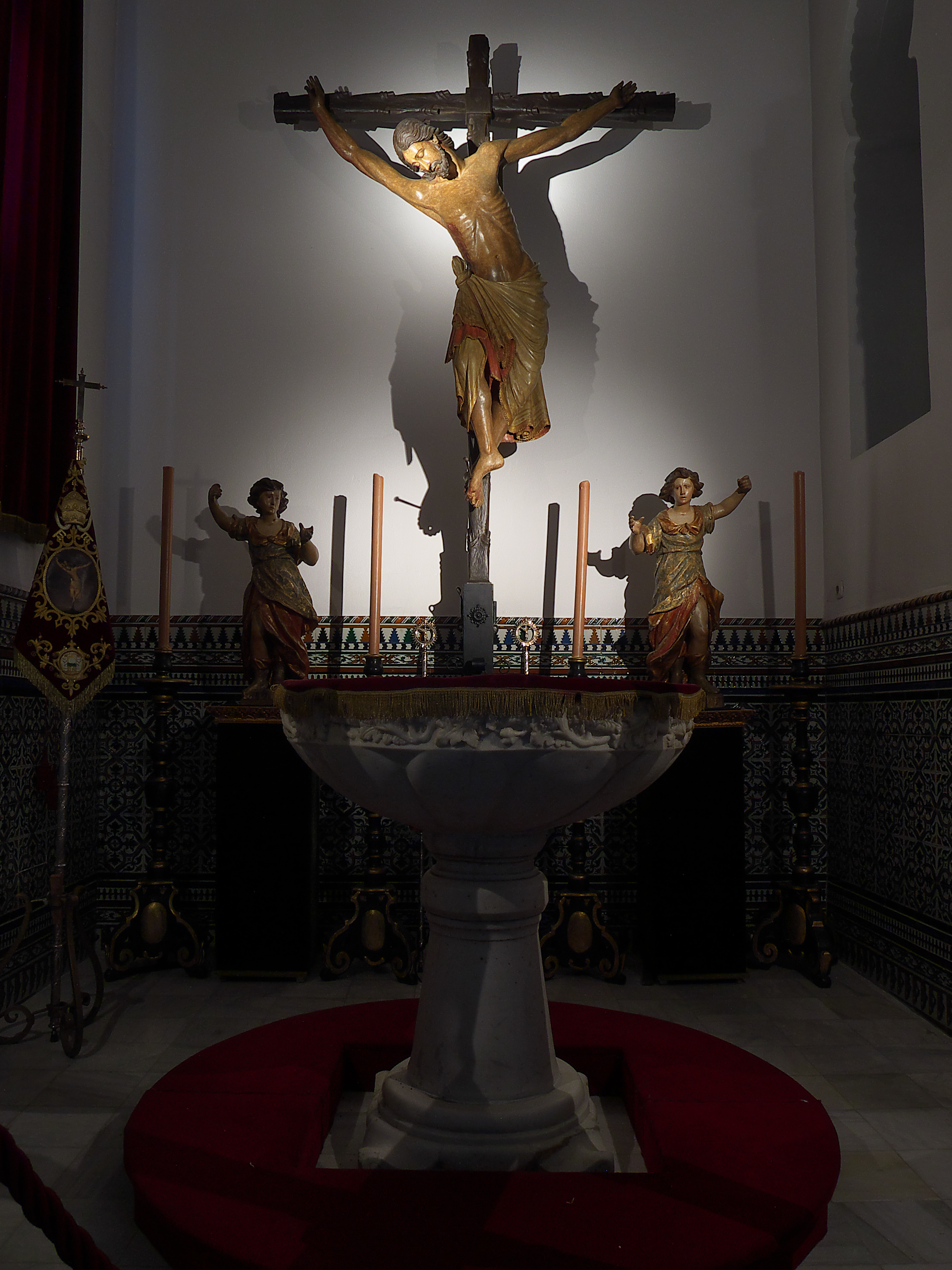
Capilla bautismal presidida por el Cristo de San Pedro.

Los elementos más destacados del interior son el retablo mayor, dividido en calles por columnas salomónicas con la imagen de la Virgen del Rosario del siglo XVII en el centro. En el sagrario podemos ver una pintura eucarística muy notable. En la nave izquierda está la capilla bautismal, cuya pila se remonta a 1400, tallada en mármol y en la que se encuentra también el Cristo de San Pedro, procedente de la iglesia del mismo nombre de esta localidad.
En la nave izquierda, igualmente, podemos encontrar un retablo con una de las imágenes más notables, como es la del Santísimo Cristo de San Pedro, obra de gran valor artístico e histórico.
Otros retablos muestran diversas imágenes de los siglos XVIII y XIX. En la sacristía se conserva un tesoro de orfebrería con objetos procedentes de las tres parroquias del pueblo, con valiosas obras de todas las épocas y con estilos muy variados, entre los que destacan dos cálices y dos copones. Es también significativo el coro, descrito brevemente en el diccionario de Madoz, según este: «su sillería es de nogal y bonita».